# Вороново (Кожевниковський район)
Во́роново (рос. Вороново) — село у складі Кожевниковського району Томської області, Росія. Адміністративний центр Вороновського сільського поселення.

## Населення
Населення — 1188 осіб (2010; 1329 у 2002).
Національний склад (станом на 2002 рік):
- росіяни — 88 %

## Відомі люди
У селі народився Макушин Юрій Андрійович (24 січня 1935) — радянський український скульптор, член Спілки художників України (1975), народний художник України (2015).